# Siegfried Matthus
Siegfried Matthus (født 13. april 1934 i Mallenuppen, Tyskland, død 27. august 2021) var en tysk komponist og direktør.
Matthus studerede komposition på Hanns Eisler Musikhøjskolen i Berlin. Han fortsatte med at tage kompositions timer hos bl.a. Hanns Eisler. Han har skrevet to symfonier, orkesterværker, kammermusik, operaer, balletmusik og vokalmusik.
Han var kunstnerisk direktør på Kammeroperaen i Rheinsberg, og var grundlægger og direktør for Rheinsberg Festivallen.

## Udvalgte værker
- Symfoni nr. 1 "Dresden" (1969) - for orkester
- Symfoni nr. 2 (1975-1976) - for orkester
- Grev Mirabeau (1987–1988) - opera
- Judith (1982-1984) - opera